# ナンディン

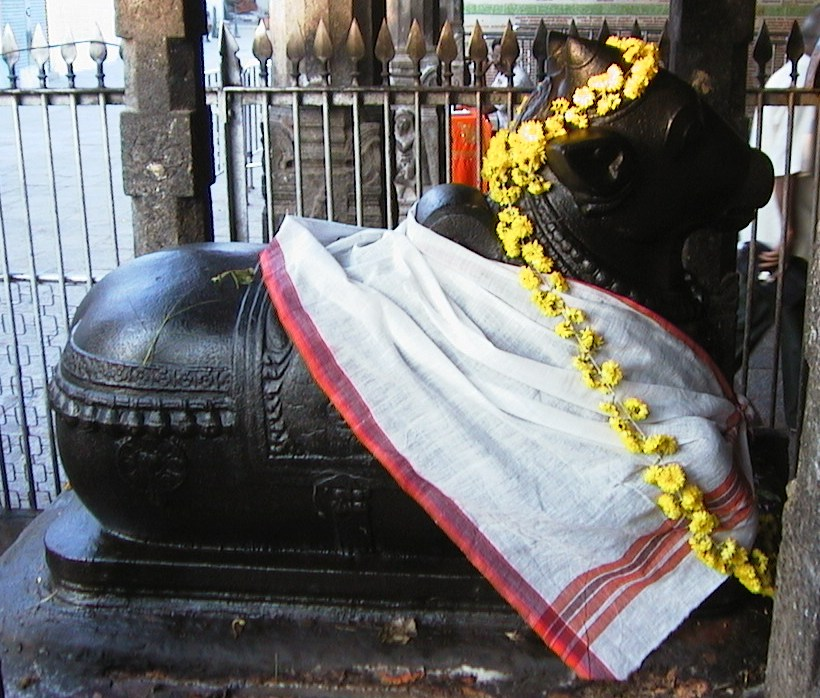
チェンナイの寺院にあるナンディンの像。

ナンディン(Nandin)、あるいはナンディー（Nandī, サンスクリット:नंदी）は、ヒンドゥー教に伝わる、シヴァの乗り物とされる乳白色の牡牛である。乳海攪拌の時に生まれた牝牛スラビーと聖仙カシュヤパとの子で、シヴァが踊りを舞うとき、そのための音楽を奏でる役を担う。全ての四足動物の守護神でもある。
シヴァの寺院の前にはナンディンが祭られているが、ナンディンのみを祭っている寺院もあるという。